# Valió la pena (telenovela)
Valió la pena es una telenovela chilena, producida y transmitida por Canal 13 durante el segundo semestre de 2014. Su guion fue escrito por el equipo conformado por Rodrigo Ossandón, Patricia González, Nelson Pedrero, Rodrigo Fernández, María Luisa Hurtado y Felipe Montero, con la dirección de Enrique Bravo.
La historia se centra en una exitosa y poderosa mujer ejecutiva, que trabaja en el sector inmobiliario, quien de la noche a la mañana debe hacerse cargo de una niña, lo cual le trae un gran cambio a su vida y su forma de ser.
Protagonizada por Lorena Bosch, Francisco Pérez-Bannen, Cristián Arriagada y el debut en televisión de Mafe Bertero. Con Mónica Godoy y Josefina Montané en los roles antagónicos. Acompañados por Bastián Bodenhöfer, Liliana García, Claudio Arredondo, Julio Jung, entre otros tantos. 

## Argumento
Rosario García (Lorena Bosch), es una exitosa ejecutiva inmobiliaria que verá cómo su existencia cambiará con la llegada de Ema (María Fernanda Martínez), una niña de 12 años que acaba de perder a su madre, Loreto (Javiera Hernández), excompañera de colegio de Rosario, quien le dejará una carta a su exitosa amiga pidiéndole que se haga cargo de su primogénita ahora que ella ya no está.
De esta forma, Rosario se convertirá en madre de un día para otro y todo lo que eso implica, mientras aparecerán en su vida el turbio padre de la niña, Sergio (Francisco Pérez-Bannen), y un ecologista que intentará parar sus proyectos, Gastón (Cristián Arriagada), casado, a su vez, con Martina (Mónica Godoy), con quien, eso sí, no lleva un buen matrimonio.
Valió la pena tendrá variados mundos, como el del trabajo de la protagonista, en donde sobresaldrá su jefe Raimundo (Bastián Bodenhöfer) y su ambiciosa asistente, Antonia (Josefina Montané), así como también destacarán los apoderados del recinto educacional en donde estudiará la pequeña Ema.

## Reparto

### Principales
- Lorena Bosch como Rosario García
- Francisco Pérez Bannen  como Sergio Valenzuela
- Cristián Arriagada como Gastón Rodríguez
- Mónica Godoy como Martina Del Río
- Bastián Bodenhöfer como Raimundo Montes
- Liliana García como Fernanda Vicuña
- Julio Jung como Lorenzo García
- Claudio Arredondo como Juan Roca
- Josefina Montané como Antonia Riquelme
- María José Bello como Verónica García
- Cristo Montt como Felipe Montes
- Catalina González como Pamela Riquelme
- Cristóbal del Real como Juan Pablo Gómez.
- Ingrid Parra como Karen Jara
- Marcela Del Valle como Magdalena Tagle
- Eduardo Cumar como Arturo Santa Cruz
- Josefina Velasco como Lidia Fernández
- Fernanda Bertero como Ema Valenzuela
- Francisco Dañobeitía como Vicente Rodríguez
- Francisco Godoy como Diego Rodríguez
- Benjamín Ruiz como Mateo Gómez
- Emilia Sánchez como Belén Santa Cruz
- Oliver Borner como Cristóbal Jara

## Equipo técnico
- Director ejecutivo: Alberto Gesswein
- Productora ejecutiva: Vania Portilla
- Guion: Rodrigo Ossandón
- Director general: Enrique Bravo
- Productora general: Patricia Encina
- Director: Felipe Marchetti
- Productor: Tatiana Acevedo
- Editor: Héctor Gómez Alday

## Capítulos
| Capítulo | Título                                     | Fecha de emisión        |
| -------- | ------------------------------------------ | ----------------------- |
| 1        | «La llegada de Ema»                        | 19 de octubre de 2014   |
| 2        | «¿Orfanato?»                               | 20 de octubre de 2014   |
| 3        | «Arrepentimiento»                          | 21 de octubre de 2014   |
| 4        | «Entrar en razón»                          | 22 de octubre de 2014   |
| 5        | «Regreso a casa»                           | 23 de octubre de 2014   |
| 6        | «Primer día de clases»                     | 24 de octubre de 2014   |
| 7        | «Perdida»                                  | 27 de octubre de 2014   |
| 8        | «Reunión de apoderados»                    | 28 de octubre de 2014   |
| 9        | «Cautiverio»                               | 29 de octubre de 2014   |
| 10       | «Sergio ya sabe dónde está Ema»            | 30 de octubre de 2014   |
| 11       | «Kermesse»                                 | 31 de octubre de 2014   |
| 12       | «Reencuentro»                              | 3 de noviembre de 2014  |
| 13       | «Padrino»                                  | 4 de noviembre de 2014  |
| 14       | «Rodrigo Infante»                          | 5 de noviembre de 2014  |
| 15       | «Invitado a comer»                         | 6 de noviembre de 2014  |
| 16       | «Guerra declarada»                         | 7 de noviembre de 2014  |
| 17       | «Álbum de fotos»                           | 10 de noviembre de 2014 |
| 18       | «Qué Rico Es Saber»                        | 11 de noviembre de 2014 |
| 19       | «Pelea»                                    | 12 de noviembre de 2014 |
| 20       | «Tarea en casa»                            | 13 de noviembre de 2014 |
| 21       | «La llamada»                               | 17 de noviembre de 2014 |
| 22       | «La pelea de Rosario y Antonia»            | 18 de noviembre de 2014 |
| 23       | «Rosario no se saca de la cabeza a Gastón» | 19 de noviembre de 2014 |
| 24       | «Antonia no soporta a Rosario»             | 21 de noviembre de 2014 |
| 25       | «Asado de curso»                           | 25 de noviembre de 2014 |
| 26       | «La verdad»                                | 26 de noviembre de 2014 |
| 27       | «Esperándolo»                              | 27 de noviembre de 2014 |
| 28       | «Rosario contenta»                         | 1 de diciembre de 2014  |
| 29       | «El beso»                                  | 2 de diciembre de 2014  |
| 30       | «Bienvenido a Verona»                      | 3 de diciembre de 2014  |
| 31       | «No es tu hijo»                            | 4 de diciembre de 2014  |
| 32       | «Yasmín»                                   | 5 de diciembre de 2014  |
| 33       | «Sergio ve el beso de Rosario y Gastón»    | 8 de diciembre de 2014  |
| 34       | «El diario de Rosario»                     | 9 de diciembre de 2014  |
| 35       | «La nueva pieza»                           | 10 de diciembre de 2014 |
| 36       | «Vicente encapuchado»                      | 11 de diciembre de 2014 |
| 37       | «Enfrentando a Verona»                     | 12 de diciembre de 2014 |
| 38       | «En el departamento de Rosario»            | 15 de diciembre de 2014 |
| 39       | «Cumpleaños de Verónica»                   | 16 de diciembre de 2014 |
| 40       | «Gatita de chocolate»                      | 17 de diciembre de 2014 |
| 41       | «El desmayo»                               | 18 de diciembre de 2014 |
| 42       | «La nueva asistente»                       | 19 de diciembre de 2014 |
| 43       | «Embarazada»                               | 22 de diciembre de 2014 |
| 44       | «Advertencia»                              | 23 de diciembre de 2014 |
| 45       | «El mirador»                               | 26 de diciembre de 2014 |
| 46       | «Buscan a Sergio»                          | 29 de diciembre de 2014 |
| 47       | «Secuestro»                                | 30 de diciembre de 2014 |
| 48       | «Gastón se va de la casa»                  | 2 de enero de 2015      |
| 49       | «Gastón y Rosario se dejan llevar»         | 8 de enero de 2015      |
| 50       | «Yasmín Muere»                             | 9 de enero de 2015      |
| 51       | «Martina contra Gastón»                    | 12 de enero de 2015     |
| 52       | «Antonia investiga»                        | 13 de enero de 2015     |
| 53       | «Ir por Felipe»                            | 16 de enero de 2015     |
| 54       | «Antonia manipula»                         | 20 de enero de 2015     |
| 55       | «Cumpleaños de Raimundo»                   | 22 de enero de 2015     |
| 56       | «Escuela de Rock»                          | 23 de enero de 2015     |
| 57       | «Gastón encara a Rodrigo»                  | 26 de enero de 2015     |
| 58       | «Día del Padre»                            | 27 de enero de 2015     |
| 59       | «Antonia sospecha»                         | 28 de enero de 2015     |
| 60       | «Don Raúl»                                 | 29 de enero de 2015     |
| 61       | «Karem descubre a Johnny»                  | 30 de enero de 2015     |
| 62       | «No es confiable»                          | 2 de febrero de 2015    |
| 63       | «Rosario enfrenta a su papá»               | 3 de febrero de 2015    |
| 64       | «Gastón espía»                             | 4 de febrero de 2015    |
| 65       | «Rosario besa a Rodrigo»                   | 5 de febrero de 2015    |
| 66       | «Quieren adoptar a Ema»                    | 9 de febrero de 2015    |
| 67       | «Sergio confiesa la verdad»                | 10 de febrero de 2015   |
| 68       | «Rosario enfrenta a Antonia»               | 11 de febrero de 2015   |
| 69       | «Italianos»                                | 12 de febrero de 2015   |
| 70       | «Cuarteto amoroso»                         | 16 de febrero de 2015   |
| 71       | «Rosario va por Ema»                       | 17 de febrero de 2015   |
| 72       | «Bianca del Rio»                           | 18 de febrero de 2015   |
| 73       | «Valió la pena»                            | 19 de febrero de 2015   |

## Audiencia
| Horario                               | # Eps. | Estreno               | Estreno         | Final                 | Final           | Posición | Temporada | Muy Bajo |
| Horario                               | # Eps. | Data                  | Primer capítulo | Data                  | Último capítulo | Posición | Temporada | Muy Bajo |
| ------------------------------------- | ------ | --------------------- | --------------- | --------------------- | --------------- | -------- | --------- | -------- |
| Lunes - viernes 20:00 / 19:00 / 18:30 | 73     | 19 de octubre de 2014 | 17,7            | 19 de febrero de 2015 | 5,7             | 3        | 2014      | 4,9      |

## Banda sonora
| Intérprete        | Tema                                 | Personaje(s)             | Actor(es)                                 |
| ----------------- | ------------------------------------ | ------------------------ | ----------------------------------------- |
| Marc Anthony      | «Valió la pena (salsa)»              | Tema Principal           | Tema Principal                            |
| Marc Anthony      | «Valió la pena (pop)»                | Tema de Cierre           | Tema de Cierre                            |
| Myriam Hernández  | «Mi pequeño amor»                    | Rosario y Ema            | Lorena Bosch y María Fernanda Martínez    |
| Luis Fonsi        | «Qué quieres de mi»                  | Rosario y Gastón         | Lorena Bosch y Cristián Arriagada         |
| 3BallMTY          | «Inténtalo (Me prende)»              | Karem Jara               | Ingrid Parra                              |
| La Guacha         | «Rancherita pa' la mamita»           | Magdalena y Arturo       | Marcela del Valle y Eduardo Cumar         |
| Ciro y Los Persas | «Mírenla»                            | Antonia                  | Josefina Montané                          |
| Manuel Carrasco   | «No dejes de soñar»                  | Gastón                   | Cristián Arriagada                        |
| One Direction     | «One way or another (Teenage kicks)» | Ema                      | María Fernanda Martínez                   |
| George Michael    | «Too funky (Extended Mix)»           | Rosario                  | Lorena Bosch                              |
| Juanes            | «Una flor»                           | Sergio/Rodrigo y Antonia | Francisco Pérez-Bannen y Josefina Montané |
| Banda de Turistas | «Química»                            | Johnny y Pamela          | Claudio Arredondo y Catalina González     |
| Alexis Fuentes    | «No tengo dinero»                    | Sergio/Rodrigo y Antonia | Francisco Pérez-Bannen y Josefina Montané |

## Cambio de horario
El 31 de octubre de 2014, fue anunciado por el área dramática de Canal 13 que habría un cambio de horario en la teleserie del canal. El nuevo horario era a las 19.00 hora local, que posteriormente pasó a las 18.30 debido al bajo índice de audiencia que tuvo la teleserie comparada con su competencia Pituca sin lucas del canal de la competencia Mega.

## Curiosidades
- Valió la pena está basada en una experiencia personal de la productora de la teleserie y una de las creadoras de la idea original, Vania Portilla.
- La actriz Mónica Godoy grabó toda la teleserie embarazada.
- Roberto Farías fue considerado para el rol de Johnny Rock, pero Claudio Arredondo terminó interpretándolo.
- Los productores y guionistas viajaron a Colombia, para ser asesorados por Fernando Gaitán en la trama de la telenovela y primeros capítulos.
- Valió la pena fue la última teleserie de la productora Vania Portilla en Canal 13 antes de emigrar a TVN.[7]
- Nicole Moreno grabó un cameo como ella misma, pero no salió al aire.[8]
- Arianda Sodi interpretó a Bianca del Río, el padre tranformista de Cristóbal y expareja de Karem.[9]

## Versión internacional
Latin Media vende la teleserie al mercado internacional como My Little Dilemma, promocionándola con los 90 capítulos originales.

### Estreno en Ecuador
El 12 de septiembre de 2016 se estrenó en Ecuador, a través del canal Telerama, de lunes a viernes a las 21 horas.

## Premios y nominaciones
| Año  | Premio                | Categoría    | Nominados          | Resultados |
| ---- | --------------------- | ------------ | ------------------ | ---------- |
| 2014 | Copihue de Oro        | Mejor actriz | Lorena Bosch       | Nominada   |
| 2015 | Premios TV Grama 2014 | Mejor actriz | Lorena Bosch       | Nominada   |
| 2015 | Premios TV Grama 2014 | Mejor actor  | Cristián Arriagada | Nominado   |